# 前橋空襲

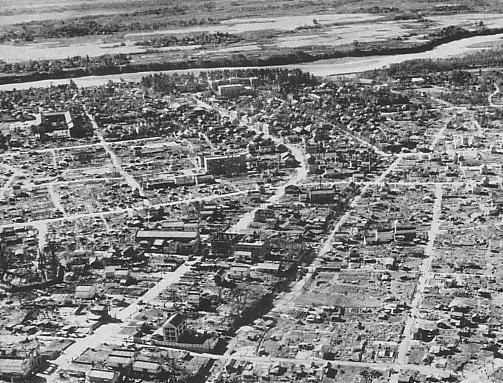
空襲後の前橋

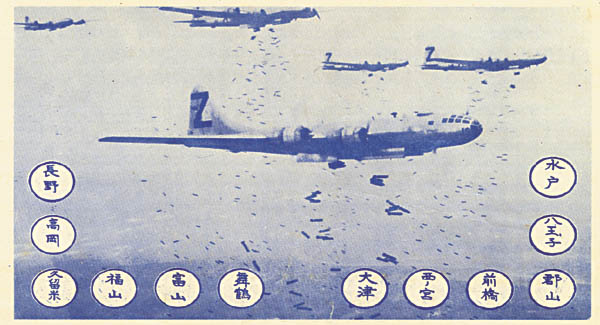
前橋空襲を予告する伝単。

前橋空襲（まえばしくうしゅう）は、第二次世界大戦中の昭和20年（1945年）8月5日夜から6日未明にかけて、群馬県前橋市街地を襲ったアメリカ軍による空襲。日本本土空襲のひとつ。

## 空襲前の状況
群馬県下に初めて敵機が侵入したのは、昭和19年（1944年）11月7日で、前橋は12月23日に初飛来したがいずれも被害はなかった。昭和20年7月10日午前から前橋・高崎などが小型艦載機70機による襲撃を受け、小型爆弾投下・機銃掃射により前橋市で死者2名、建物1棟半壊、群馬郡東村（現前橋市東地区）で死者1名の被害を受けている。同月18日にも前橋や桐生にF6Fの襲来があり、同月29日にはB29が前橋・大胡・高崎・桐生・藤岡上空で「欲望の自由」「マリアナ通信」「落下傘ニュース」などの伝単を散布した。

### 防空体制
昭和16年（1941年）12月23日、勢多郡南橘村大字上小出字庚申塚712番地（農林省蚕糸試験場北、現群馬大学医学部附属病院西）に防空監視哨を設置した。
前橋市が前橋公園地下に1610人収容の防空壕、放送局裏に145人収容の防空壕、六供東京製綱工場裏に245人収容の防空壕を設置した他、各町が市の助成を受けて地下式22、半地下式25の公共用防空壕を整備し、これに加えて各町の独自経費でも防空壕の設置を行った。

## 概要

### 経過
8月3日、4日に少数の米機が「マリアナ通信」などの伝単を投下したため、市外に疎開あるいは避難する市民が多数あった。
8月5日午前8時45分警戒警報発令、午前9時4分解除。午前11時15分警戒警報発令、午前11時27分空襲警報発令。午後0時45分空襲警報解除、午後0時52分警戒警報も解除。結局日中は前橋上空に1機も到来しなかった。
午後9時0分警戒警報発令、午後9時45分空襲警報発令。午後10時30分、米機が前橋の上空に到達し、照明弾を4ヶ所に投下。岩神町上空で焼夷弾を投下したのを皮切りに、午後11時45分まで1時間15分に渡って爆撃が続けられた。午後11時14分ごろから小雨が降りだし、午後11時40分には豪雨となり、午前0時15分には小雨となり、午前3時47分になって止んだ。

### アメリカ側の記録[8]
昭和37年（1962年）駐日アメリカ大使館空軍武官が前橋市長の照会に対し回答した内容。
第313航空爆撃大隊長ジョン・H・ディビス准将の指揮するB29 102機が、グリニッジ平均時8月5日午前6時29分から午前8時1分（日本時間8月5日午後3時29分から午後5時1分）までにテニアン北飛行場を離陸し、うち92機が前橋を空襲。搭載していた爆弾・焼夷弾は、焼夷弾773.2トン、破砕爆弾19.8トン、一般爆弾15.2トンの合計808.2トン。うち前橋市に投下されたのは焼夷弾691.0トン、破砕爆弾17.6トン、一般爆弾15.2トンの合計723.8トン。米軍側に死傷者はなく、米機はグリニッジ平均時8月5日午後8時9分から午後11時8分（日本時間8月6日午前5時9分から午前8時8分）までに帰着。

## 被害
前橋市内2万871戸のうち1万1460戸が全焼、58戸が半焼し、535人（市民で周辺町村へ避難中死亡した者、旅行者などで前橋市内で遭難死亡した者を含む）が死亡し、600人以上が負傷した。市域3,592,173坪のうち、805,300坪（22％）が罹災、全市人口93131人中60738人（65.2％）が罹災した。

### 町別被害状況[12]
| 町名           | 戸数  | 人口  | 戦災罹災率 （％、対戸数） | 死者数（※1） | 死者数（※２） | 備考                                               |
| -------------- | ----- | ----- | ------------------------- | ------------ | ------------- | -------------------------------------------------- |
| 曲輪町         | 488   | 2252  | 5                         | 2            | 1             |                                                    |
| 南曲輪町石川町 | 593   | 2627  | 42                        | 1            | 2             |                                                    |
| 堀川町         | 387   | 1619  | 99                        | 1            | 8             | 4戸を除き焼失                                      |
| 田町           | 186   | 820   | 100                       | 3            | 6             |                                                    |
| 連雀町         | 156   | 694   | 100                       | 4            | 5             |                                                    |
| 本町           | 183   | 867   | 98                        | 0            | 1             | 前橋八幡宮北の本町公民館、公益質屋他数戸を除き焼失 |
| 相生町         | 161   | 632   | 100                       | 0            | 1             |                                                    |
| 田中町         | 693   | 2952  | 99                        | 8            | 13            | 前橋駅貨物取扱口前の数戸を除き焼失                 |
| 片貝町         | 328   | 1221  | 100                       | 0            | 1             |                                                    |
| 中川町         | 261   | 1174  | 21                        | 2            | 1             | 稲荷神社が火災を免れ戦後移築                       |
| 新町           | 349   | 1838  | 2.5                       | 4            | 3             | 栄橋付近で数戸が焼ける                             |
| 天川町         | 378   | 1829  | 9                         | 0            | 2             |                                                    |
| 百軒町大塚町   | 809   | 3594  | 6.6                       | 5            | 3             |                                                    |
| 芳町           | 695   | 3078  | 50                        | 7            | 8             |                                                    |
| 萱町           | 258   | 1112  | 100                       | 0            | 10            | 1軒のみ焼失を免れる                                |
| 榎町           | 239   | 1039  | 100                       | 3            | 5             | 土蔵1棟、妙聞寺の門を除き焼失                      |
| 紺屋町         | 268   | 1027  | 100                       | 3            | 4             |                                                    |
| 桑町           | 90    | 392   | 100                       | 0            | 2             | 土蔵数棟を除き焼失                                 |
| 横山町         | 114   | 552   | 100                       | 0            | 1             | 麻屋百貨店が焼失を免れる                           |
| 立川町         | 344   | 1426  | 100                       | 5            | 16            | 町の死亡者控によると死者25人、弁天湯を除き焼失     |
| 竪町           | 159   | 722   | 90                        | 4            | 5             |                                                    |
| 北曲輪町柳町   | 326   | 1429  | 60                        | 2            | 2             |                                                    |
| 神明町         | 501   | 2163  | 50                        | 6            | 6             |                                                    |
| 向町           | 560   | 2565  | 62                        | 11           | 28            | 雷電神社が焼失を免れる                             |
| 細ヶ沢町       | 211   | 1002  | 96                        | 22           | 13            |                                                    |
| 小柳町         | 243   | 1085  | 88                        | 14           | 11            |                                                    |
| 二七一毛町     | 533   | 2654  | 81                        | 24           | 41            |                                                    |
| 二八一毛町     | 498   | 2292  | 83                        | 4            | 41            |                                                    |
| 栄町           | 470   | 2549  | 70                        | 17           | 16            |                                                    |
| 諏訪町         | 403   | 1798  | 99                        | 27           | 26            |                                                    |
| 清王寺町甲     | 645   | 2864  | 40                        | 18           | 56            |                                                    |
| 清王寺町乙     | 456   | 2424  | 36                        | 23           | 56            |                                                    |
| 三三才川町     | 680   | 3214  | 14                        | 4            | 18            |                                                    |
| 三四才川町     | 416   | 1893  | 60                        | 17           | 18            |                                                    |
| 国領町         | 779   | 3698  | 51                        | 19           | 38            |                                                    |
| 萩町           | 604   | 3198  | 70                        | 16           | 30            |                                                    |
| 三七岩神町     | 675   | 3158  | 55                        | 33           | 44            |                                                    |
| 三八岩神町     | 715   | 4026  | 2.3                       | 2            | 44            |                                                    |
| 琴平町         | 258   | 1121  | 89                        | 5            | 11            |                                                    |
| 紅雲町         | 879   | 4008  | 43                        | 6            | 12            |                                                    |
| 前代田甲       | 179   | 820   | 22                        | 0            | 2             |                                                    |
| 前代田乙       | 559   | 2429  | 35                        | 2            | 2             |                                                    |
| 市之坪         | 75    | 482   | 0                         | 0            | 0             |                                                    |
| 宗甫分         | 146   | 674   | 僅少                      | 3            | 0             | 前橋刑務所、冷泉院に被害                           |
| 六供           | 247   | 1384  | 3                         | 0            | 1             |                                                    |
| 天川原         | 320   | 1500  | 27                        | 2            | 4             |                                                    |
| 高田町         | 337   | 1468  | 0                         | 5            | 9             |                                                    |
| 計             | 18854 | 87365 |                           | 334          | 459           |                                                    |

※戸数・人口は昭和19年末時点。空襲時点までに避難・疎開により増加していたところもある。
※1　昭和35年時点で市内に現存している遺族の住所による。
※２　昭和21年5月16日戦災犠牲者下賜金対象者による。

### 近隣自治体の被害[13]
| 町村           | 総戸数 | 罹災戸数 | 総人口 | 罹災人口 | 住民死者数 | 前橋市からの避難者死者数※ | 住民負傷者数 | 前橋市からの避難者負傷者数 |
| -------------- | ------ | -------- | ------ | -------- | ---------- | ------------------------- | ------------ | -------------------------- |
| 勢多郡南橘村   | 1872   | 194      | 10815  | 1178     | 20         | 58                        | 50           | 68                         |
| 勢多郡桂萱村   | 2134   | 124      | 12798  | 615      | 9          | 65                        | 30           | 90                         |
| 勢多郡芳賀村   | 1028   | 19       | 5400   | 126      | 4          |                           | 30           |                            |
| 勢多郡富士見村 |        | 11       |        | 95       | 3          |                           |              |                            |
| 勢多郡大胡町   |        | 3        |        | 22       | 0          |                           |              |                            |
| 勢多郡下川淵村 | 843    | 2        | 5363   | 0        | 0          |                           | 0            |                            |
| 群馬郡元総社村 | 1299   | 100      | 8159   | 645      | 12         |                           | 23           |                            |
| 群馬郡東村     | 1060   | 17       | 5770   | 79       | 2          |                           | 2            |                            |
| 群馬郡総社町   | 886    | 4        | 5090   | 29       | 0          |                           | 0            |                            |

※「前橋市からの避難者死者数」は前橋市の死者数535名と重複している。

### 建造物の被害状況[14]

#### 官公署
- 前橋税務署（田中町）全焼
- 前橋警察署（田中町）全焼
- 前橋郵便局（曲輪町）全焼
- 前橋電気通信工事局（曲輪町）全焼
- 陸軍製絨廠倉庫（向町）全焼 - 旧交水社共同組、当時交水社第二工場であったものを陸軍製絨廠の前橋倉庫に指定されていた
- 海軍航空技術廠支廠前橋出張所（才川町）全焼 - 横浜の海軍航空技術廠計器部の一部が昭和19年8月に元井口製糸所跡に疎開していた
- 群馬県工業試験場（岩神町）全焼
- 群馬県繊維科学研究所（国領町）本館（群馬県工業試験場からの移築）以外全焼
- 第二海軍技術廠支廠（国領町）全焼 - 昭和20年3月に繊維科学研究所に併設された
- 勢多地方事務所（栄町）全焼、倉庫1棟が焼け残る
- 前橋地方裁判所（曲輪町）陪審法廷他3棟全焼
- 前橋地方裁判所官舎（北曲輪町）全焼
- 検事正官舎（北曲輪町）全焼
- 知事官舎（北曲輪町）全焼
- 前橋国民勤労動員署（田中町）全焼
- 群馬県蚕業取締所（紅雲町）全焼
- 東京営林局（岩神町）3棟全焼、2棟破壊、2棟が焼失を免れる
- 前橋刑務所（宗甫分）工場など11棟全焼、職員1名、収容者45名死亡
- 臨江閣（柳町） - 8月4日までに市長室を含む市役所の各課を疎開させており、渡廊下と別館雨樋に焼夷弾が落下したが消火活動と自然鎮火により火災は免れた

#### 学校
- 若宮国民学校（才川町）全焼

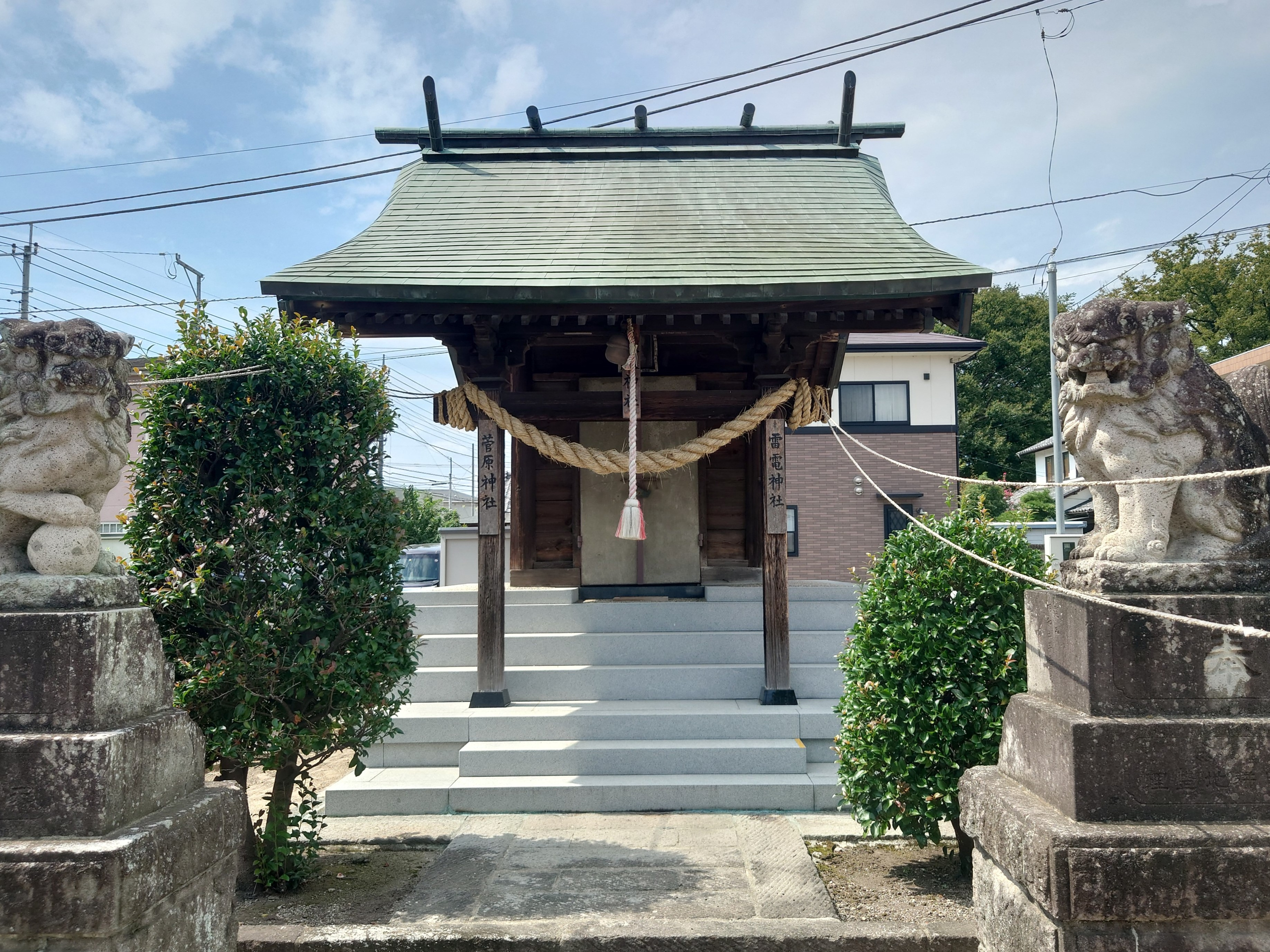
八坂神社（文京町）社殿。中川国民学校で唯一焼失を免れた奉安殿を、空襲で焼失した八坂神社の社殿として移築した。

- 前橋市青年学校（才川町）全焼 - 若宮国民学校構内
- 中川国民学校（芳町）奉安殿以外全焼 - 奉安殿は昭和21年に移築され天川町の八坂神社社殿となる
- 久留万国民学校（前代田）全焼
- 県立前橋高等女子学校（紅雲町）校長公舎と物置1棟以外全焼
- 県立前橋工業学校（岩神町）全焼
- 平方実業女学校（国領町）全焼、寄宿生4名が校庭の壕で死亡
- 前橋市立幼稚園分園（片貝町）全焼
- 群馬県師範学校女子部付属幼稚園（清王子町）全焼
- 共愛女学校（岩神町）校舎、寄宿舎の多くが焼失
- 明治裁縫学校（田中町）陸軍に校舎を徴用され休校中。全焼。
- 県立勢多農林学校（勢多郡桂萱村三俣）教室1棟、畜舎など焼失[15]

#### 会社・工場
- 交水製糸株式会社（栄町）全焼
- 交水製糸第一工場（栄町）全焼
- 交水製糸第三工場（国領町）全焼
- 金古製糸所（才川町）全焼
- 群馬工業会社（才川町）全焼
- 梅沢製糸所（一毛町）全焼
- 上毛航空繊維会社（六供）全焼
- 上毛航空繊維会社前橋工場（六供）全焼
- 赤城航空会社（才川町）全焼
- 東京電波工場（小柳町）全焼
- 日本通運会社前橋支店（田中町）全焼
- 上毛倉庫（田中町）事務所、倉庫計12棟全焼
- 中島飛行機第一工場（天川原町）雑品及び油倉庫100坪焼失
- 中島飛行機第二工場（岩神町）寄宿舎4棟など2732坪焼失
- 日本蚕糸萩町工場（萩町）全建坪4500坪中講堂、倉庫など2000坪焼失
- 沖電気前橋工場（群馬郡元総社村）全焼[16]
- ライジングサン石油会社油槽所（群馬郡東村）全焼[17]

#### 銀行など
- 群馬県商工経済会本部事務所（本町）旧館全焼、新館半焼 - 現在の前橋商工会議所

- 日本銀行前橋支店（横山町）全焼、次長ら4名が殉職
- 群馬大同銀行本店（本町）全焼、倉庫が焼失を免れる
- 日本勧業銀行前橋支店（本町）本館の屋根を焼失し内部にも被害
- 横浜興信銀行前橋支店（本町）営業室、宿直室など全焼
- 足利銀行前橋支店（本町）全焼
- 安田銀行前橋支店（本町）全焼
- 前橋信用組合（竪町）全焼
- 群馬大生無尽株式会社（紺屋町）全焼
- 関東配電会社群馬支店（堀川町）全焼
- 東京燃料局前橋出張所（曲輪町）全焼

#### 医療機関
- 群馬県医師会館（田中町）全焼
- 市立前橋病院（一毛町）17棟中14棟全焼、重症患者3名が救出できず死亡
- 前橋医学専門学校付属病院（国領町）病棟1棟、他1棟全焼

#### 神社
- 県社　八幡宮（連雀町）全焼
- 村社　八坂神社（天川町）全焼
- 村社　小石神社（横山町）全焼

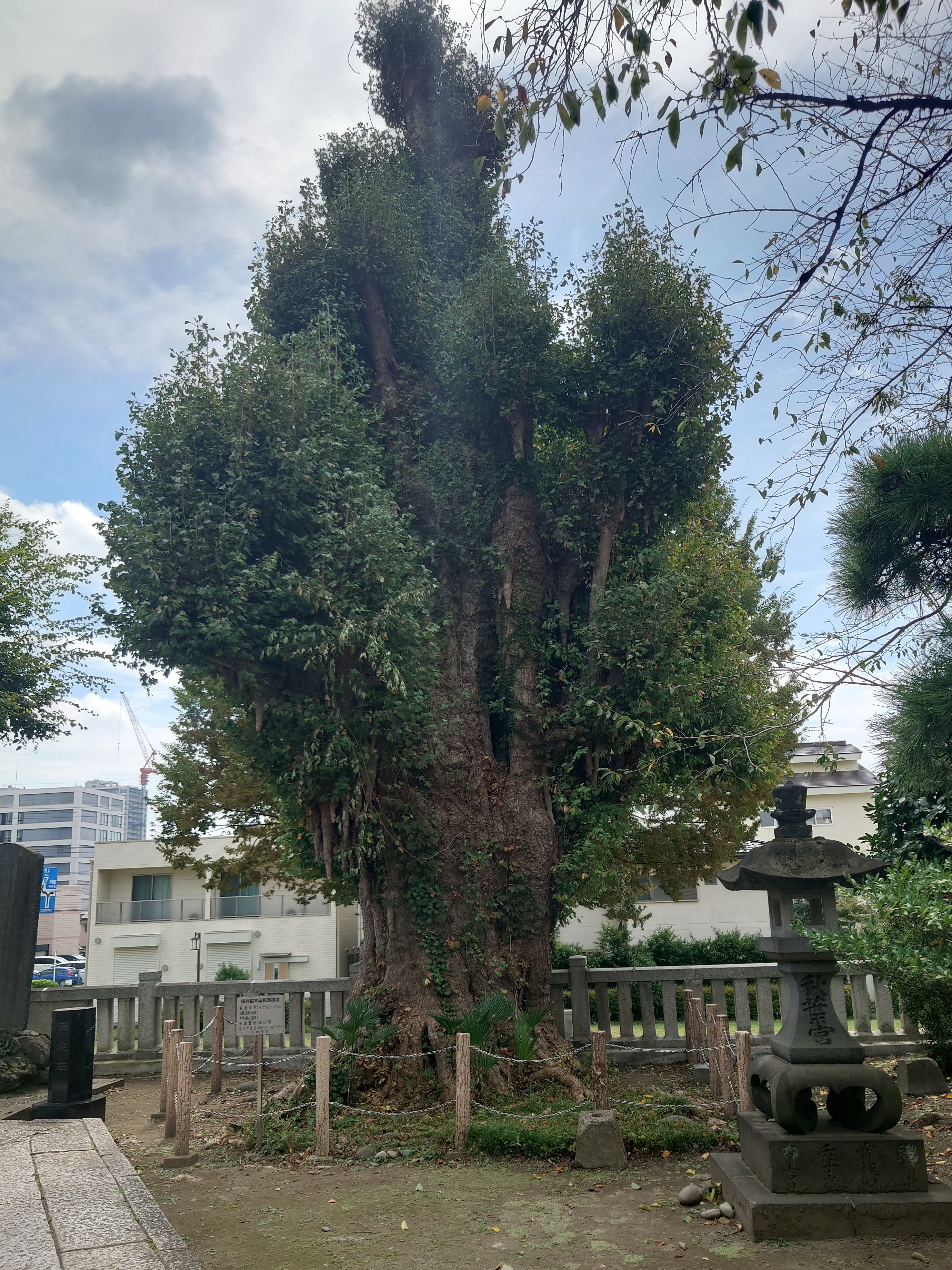
前橋八幡宮のイチョウ。空襲で引火しながらも枯死を免れ、現存。

- 村社　愛宕神社（小柳町）全焼 - 末社松尾神社が焼失を免れたので戦後愛宕神社の社殿とする
- 村社　幡野神社（立川町）全焼
- 村社　琴平宮（国領町）全焼
- 村社　諏訪若御子神社（諏訪町）全焼
- 無格社　稲荷神社（萱町）全焼
- 県社　東照宮（北曲輪町）社務所焼失

#### 寺院
- 明聞寺（榎町）山門を除き全焼
- 政淳寺（榎町）全焼
- 大蓮寺（立川町）全焼
- 妙安寺（立川町）鐘楼、倉庫1棟除き全焼
- 了覚寺（萱町）全焼
- 般若寺（片貝町）全焼
- 正幸寺（芳町）全焼
- 橋林寺（向町）本堂、庫裏など焼失、位牌堂、観音堂など焼失を免れる
- 森巌寺（萩町）全焼
- 松竹院（天川原）全焼
- 教徳寺（一毛町）全焼
- 清浄院（芳町）全焼
- 冷泉院（紅雲町）境内に落下した爆弾によりガラス戸が破壊を受ける
- 龍海院（紅雲町）参道の松並木が焼ける

#### 教会

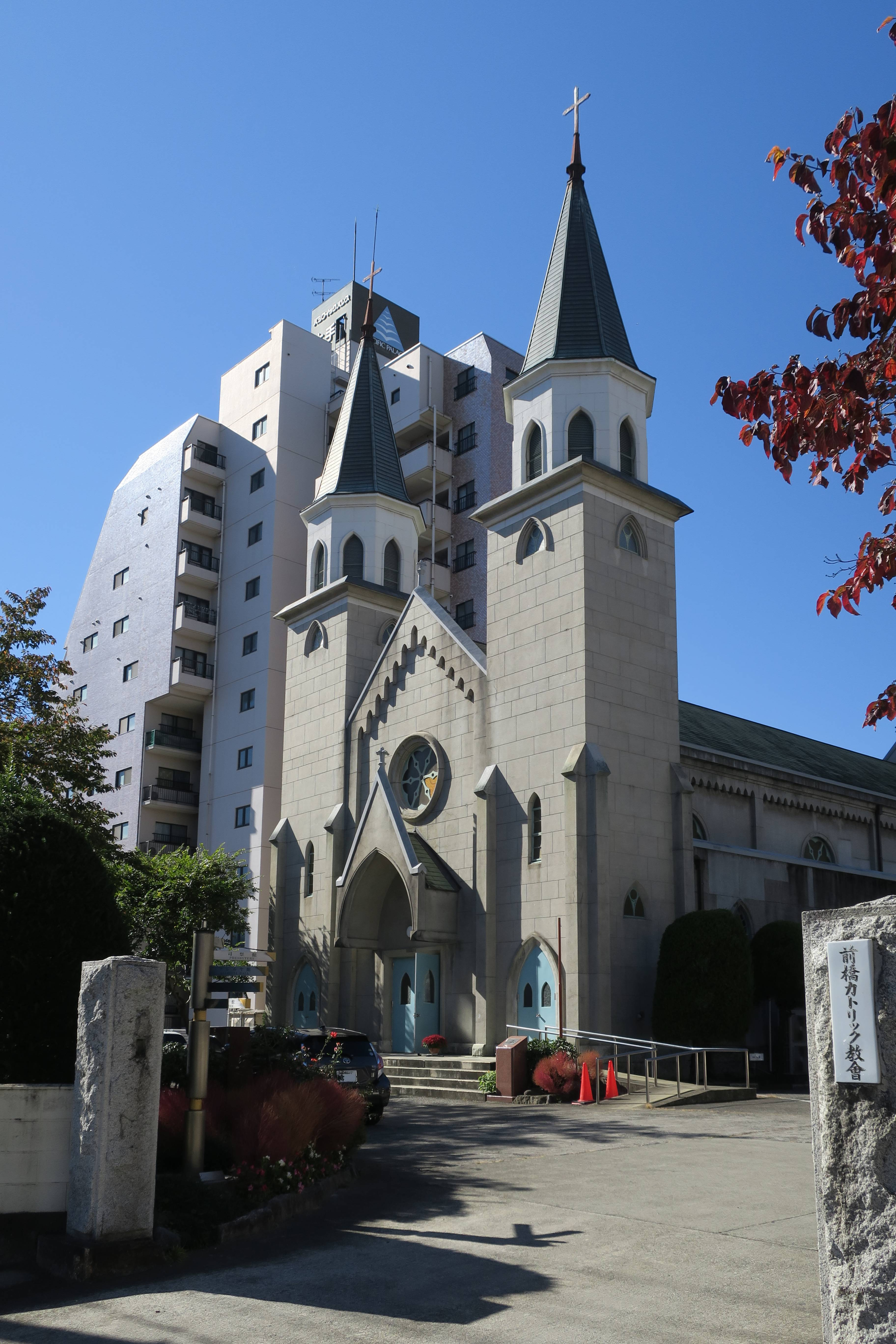
現在の前橋カトリック教会。向かって左の尖塔先端が焼失した。

- 前橋天主公教会（南曲輪町）曲輪町の青物市場の火災により南塔の頭部が焼失
- 日本基督教団前橋教会（北曲輪町）全焼
- 前橋聖公教会（北曲輪町）全焼

#### 天理教
- 天理教群馬教務支庁（堀川町）全焼
- 天理教阪東大教会（田中町）全焼

#### 映画館
- 前橋電気館（立川町）全焼
- 前橋帝国館（榎町）全焼
- 前橋第一大和（榎町）全焼
- 前橋映画劇場（榎町）全焼

#### 交通機関
- 上毛電気鉄道株式会社本社（一毛町）全焼
- 上毛電気鉄道株式会社中央前橋駅（一毛町）全焼
- 群馬合同バス株式会社本社（田中町）全焼
- 上信電気鉄道株式会社バス営業所（本町）全焼
- 両毛線前橋駅（前代田）駅員宿舎などに焼夷弾の落下があったが駅舎、線路に被害なし

#### その他
- 武徳殿（曲輪町）全焼 - 昭和9年に群馬県庁の北に建築された本館など5棟全焼
- 愛国婦人会館（曲輪町）全焼 - 群馬県庁構内にも焼夷弾が投下され、本庁舎や議事堂は無事だったが北門寄りにあった愛国婦人会館1棟が焼失した
- 銃後奉公会作業所（諏訪町南裏）全焼
- 群馬学院（天川町） - 天川二子山古墳西にあったが本館、寮舎など4棟を焼失

- 麻屋百貨店（横山町）ガラスが割れたものの焼失を免れる - 東京芝浦電気株式会社の一部生物理化学研究所が疎開していた。建物が頑丈で、運良く焼夷弾4本程度の被弾で済んだため焼失を免れたと言われる
- 前橋養老院（勢多郡桂萱村三俣）5棟全焼、収容老人3名死亡[18]

## 比刀根橋防空壕の惨事

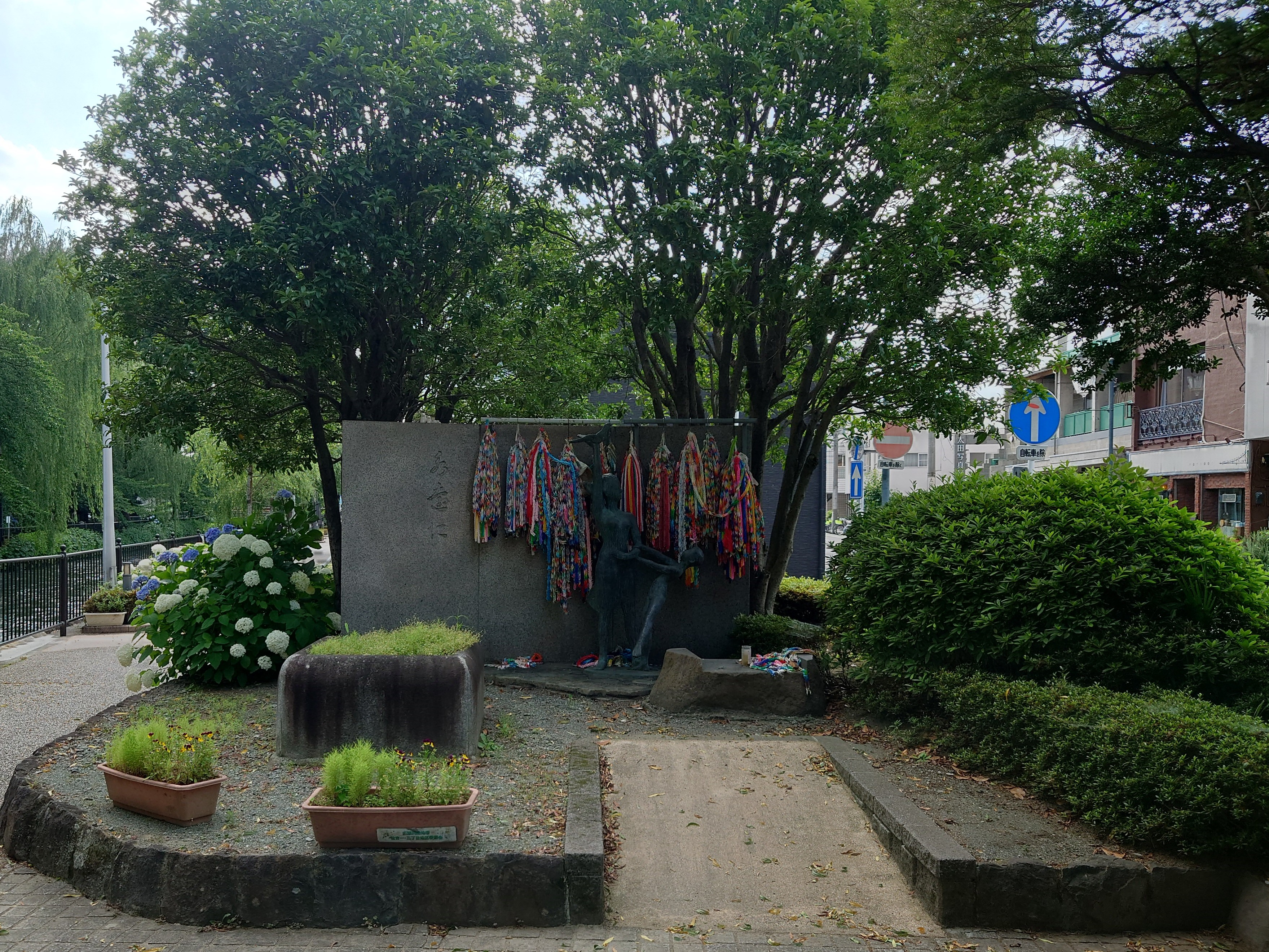
比刀根橋防空壕跡地に設けられた前橋空襲追悼碑。

広瀬川の千代田町三丁目ｰ住吉町二丁目にかかる比刀根橋付近には当時模範とされた防空壕が存在していたため、30名程度の避難者が逃げ込んだ。周囲の火災による煙と熱気で壕内の避難者は窒息し、警防団員らが救命にあたり、一部は蘇生したが、壕内で12人、附近で10人の犠牲者を出した。昭和51年4月5日、比刀根橋脇に追弔碑が建立された。
また、比刀根橋西方の細ヶ沢十字路（現在の住吉町一丁目交差点）の西角北側の溝では、15名の遺体が発見された。

## 空襲後

### 遺体収容[21]
主な遺体収容所は、橋林寺（向町）、男子師範学校校庭（清王寺町）、孝顕寺（天川町）、城東国民学校南材木置場（一毛町135地内）、龍海院（紅雲町）で、その場で火葬・埋葬したり市の火葬場へ運び埋葬した。火葬は15日まで行われた。
身元不明者の遺体8体は亀泉霊園に埋葬された。

### 交通機関の復旧[22]
- 上毛電気鉄道では本社社屋、中央前橋駅が焼失し、中央前橋駅 - 三俣駅間の線路・電線に被害があり不通となったが、翌6日より全線復旧した。
- 上越線の群馬総社駅-八木原駅間の鉄橋が破壊されたが、6日復旧した。
- 東武鉄道の路面電車の軌道と架線の損傷により前橋駅前から下小出鯉里橋停留所間が不通となり、全線復旧は翌年となり、バスの発達に伴い路面軌道は昭和28年から逐次撤去されるに至る。
- 上信電気鉄道バスは前橋営業所兼バス待合所が焼失したため数日間バスの運行を休止した。
- 群馬合同バスは駅前の本社、前橋営業所、車庫などが焼失したため全部不通となったが7日前橋-高崎間が復旧しその後全線復旧した。

### 8月14日の空襲
午後11時50分頃から翌日午前3時頃にかけて、B29約60機が前橋・伊勢崎・高崎とその周辺を空襲した。伊勢崎・高崎で大きな被害を出したこの空襲で前橋市内には被害がなかったが、勢多郡上川淵村、下川淵村、木瀬村、群馬郡元総社村、東村で怪我人や家屋の被害を出した。

## 資料館
2012年（平成24年）11月に前橋市住吉町二丁目自治会が市有施設を借り受けて空襲に関連する資料など約180点を展示する「あたご歴史資料館」を開設していたが、運営者の高齢化や財源不足のため2020年（令和2年）3月に展示品を市に託して閉館した。
前橋市では昌賢学園まえばしホール（前橋市民文化会館）内の2階に「前橋空襲と復興資料館」を2025年4月28日 に開設した。展示資料は「あたご歴史資料館」と「ぐんまマチダ戦争と平和資料館」から市へ寄贈されたものが中心である。

## 爆撃照準点
前橋市では前橋空襲を語り継ぐため、米軍が定めた「爆撃照準点」をデザインしたマンホールを作成し、2024年11月30日まちなかサロン前の丁字路に設置した。設置場所は米軍が前橋空襲の中心地とした「爆撃照準点」に当たり、半径1.2キロ圏内に焼夷弾が集中投下された。近くの小道には、空襲時に米軍が使った図や当時の中心市街地の写真について解説する案内板を設けた。